# Torneig Internacional de Futbol de Malta
El Torneig Internacional de Malta va ser una competició amistosa de futbol bianual per a seleccions nacionals, organitzada per la Federació de Futbol de Malta que va tenir lloc a Malta entre 1986 i 2008. En un principi, el torneig incloïa la participació de clubs de futbol, però a partir de 1988 es va reestructurar per incloure només les seleccions nacionals A on sempre participava l'equip local, la selecció de Malta.
Normalment es jugava al febrer. La competició constava d'una lligueta de tots contra tots on cada equip jugava una vegada contra els altres. Els equips es classifiquen per punts i, al final de la competició, l'equip amb més punts es corona campió. Fins al 2004, la competició estava patrocinada per Rothmans i era coneguda com el Torneig Rothmans per motius de patrocini. El 2008 es va celebrar l'última edició del torneig.
Des del 2021 torna a celebrar-se però ara només participen seleccions femenines. El torneig torna a celebrar-se bianualment des de 2022.

## Resum
| Any  | Campió                                  | Subcampió      | Tercera plaça | Quarta plaça | Màxim golejador                                     | Màxim golejador | Ref    |
| ---- | --------------------------------------- | -------------- | ------------- | ------------ | --------------------------------------------------- | --------------- | ------ |
| 1986 | 1. FC Kaiserslautern                    | Fakel Voronezh | Malta         | Hammarby IF  | Desconegut                                          |                 | [ 5 ]  |
| 1987 | VfB Stuttgart                           | Legia Varsóvia | Malta         |              | Desconegut                                          |                 | [ 6 ]  |
| 1988 | República Democràtica Alemanya Olímpica | Malta          | Finlàndia     | Tunísia      | Damian Halata Carmel Busuttil Mika Lipponen         | 3 gols          | [ 7 ]  |
| 1989 | Algèria                                 | Dinamarca      | Finlàndia     | Malta        | Cinc jugadors                                       | 1 gol           | [ 8 ]  |
| 1990 | Noruega                                 | Corea del Sud  | Malta         |              | Deu jugadors                                        | 1 gol           | [ 9 ]  |
| 1992 | Malta                                   | Noruega sub-21 | Islàndia      |              | Desconegut                                          |                 | [ 10 ] |
| 1994 | Eslovènia                               | Geòrgia        | Tunísia       | Malta        | Primož Gliha                                        | 2 gols          | [ 11 ] |
| 1996 | Rússia                                  | Eslovènia      | Islàndia      | Malta        | Sašo Udovič                                         | 5 gols          | [ 12 ] |
| 1998 | Geòrgia                                 | Malta          | Albània       | Letònia      | Gocha Jamarauli Mikhail Kavelashvili Marians Pahars | 3 gols          | [ 13 ] |
| 2000 | Albània                                 | Malta          | Andorra       | Azerbaidjan  | Gilbert Agius                                       | 2 gols          | [ 14 ] |
| 2002 | Malta                                   | Lituània       | Jordània      | Moldàvia     | George Mallia Michael Mifsud Alexandru Golban       | 2 gols          | [ 15 ] |
| 2004 | Belarús sub-21                          | Estònia        | Malta         | Moldàvia     | Etienne Barbara                                     | 2 gols          | [ 16 ] |
| 2006 | Moldàvia sub-21                         | Geòrgia        | Malta         |              | Alexandru Zislis                                    | 2 gols          | [ 17 ] |
| 2008 | Belarús                                 | Armènia        | Islàndia      | Malta        | Ara Hakobyan                                        | 2 gols          | [ 18 ] |

## Torneig Femení de Malta
| Any  | Guanyadores | Subcampiones | Tercer lloc | Quart lloc        | Màxima(s) golejadora(s) | Màxima(s) golejadora(s) |
| ---- | ----------- | ------------ | ----------- | ----------------- | ----------------------- | ----------------------- |
| 2021 | Suècia      | Eslovàquia   | Àustria     | Malta             | Fridolina Rolfö         | 2 gols                  |
| 2022 | Marroc      | Malta        | Moldàvia    | Només tres equips | 9 jugadores diferents   | 1 gol                   |
| 2024 | Bielorússia | Malta        | Albània     |                   |                         |                         |

## Màxims golejadors de tots els temps
| Posició | Futbolista           | Equip                                   | Gols | Tornejos          |
| ------- | -------------------- | --------------------------------------- | ---- | ----------------- |
| 1       | Sašo Udovič          | Eslovènia                               | 5    | 1996(5)           |
| 2       | Mikhail Kavelashvili | Geòrgia                                 | 4    | 1994(1) i 1998(3) |
| 3       | Carmel Busuttil      | Malta                                   | 3    | 1988(3)           |
| 3       | Mika Lipponen        | Finlàndia                               | 3    | 1988(3)           |
| 3       | Damian Halata        | República Democràtica Alemanya Olímpica | 3    | 1988(3)           |
| 3       | Primož Gliha         | Eslovènia                               | 3    | 1994(2) i 1996(1) |
| 3       | Valeri Karpin        | Rússia                                  | 3    | 1996(3)           |
| 3       | Gocha Jamarauli      | Geòrgia                                 | 3    | 1998(3)           |
| 3       | Marians Pahars       | Letònia                                 | 3    | 1998(3)           |
| 3       | Gilbert Agius        | Malta                                   | 3    | 2000(2) i 2002(1) |
| 3       | George Mallia        | Malta                                   | 3    | 2000(1) i 2002(2) |

## Hat-tricks
| #   | Jugador       | Gols | Minuts                   | Equip     | Resultat | Rival    | Torneig                            | Data                 | Ref    |
| --- | ------------- | ---- | ------------------------ | --------- | -------- | -------- | ---------------------------------- | -------------------- | ------ |
| 1 . | Mika Lipponen | 3    | 35 ', 42', 74'           | Finlàndia | 3–0      | Tunísia  | Torneig de futbol de Malta de 1988 | 13 de febrer de 1988 | [ 19 ] |
| 2 . | Sašo Udovič   | 5    | 42 ', 48', 57', 69', 74' | Eslovènia | 7–1      | Islàndia | Torneig de futbol de Malta de 1996 | 7 de febrer de 1996  | [ 20 ] |